# Neues 8-Uhr-Blatt
Das Neue 8-Uhr-Blatt war eine österreichische Tageszeitung, die zwischen 1914 und 1925 in Wien erschien.
Im Jahr 1923 betrug die Auflage rund 40.000 Stück. Eigentümer, Herausgeber und Verleger war die Steyrermühl Papier- und Verlagsgesellschaft. Das Neue 8-Uhr-Blatt war ein Vorläufer heutiger Boulevardzeitungen, so lag das Hauptgewicht auf einem sensationell gestalteten Nachrichtenteil. Daneben brachte es auch wirtschaftliche, kulturelle und lokale Artikel und zahlreiche Anzeigen. Politisch war das Blatt liberal ausgerichtet, was allerdings nur schwach zum Ausdruck kam.